# 鈴木勝義
鈴木 勝義（すずき かつよし、1959年 - ）は、日本のエッセイスト・コラムニスト。東京都中野区出身。別筆名は川瀬見 つばさ（かわせみ つばさ）。

## 経歴
1982年に慶應義塾大学経済学部を卒業。野地洋行による社会思想論のゼミナールで学生代表を務めた。熊倉敬聡はゼミの同期生かつラグビー部のチームメイトであり、慶應義塾普通部（中学校）以来の親友である。大学4年生の時、『朝日ジャーナル』の編集長をつとめた筑紫哲也に認められて同誌に自身の学生時代をモチーフにしたエッセイを寄稿。これが実質的なメジャーデビュー作品となった。
大学卒業後は日本政策金融公庫の前身である中小企業金融公庫の神戸支店に勤務。当時の調査部長で後に『信長の棺』でベストセラー作家となる加藤廣からは「金融マンでエッセイストというのは面白い」と、可愛がられた。1980年代半ばにはワークデザインの技法を学ぶために同公庫を退職して早稲田大学システム科学研究所主宰のビジネススクール（WBS）に入学。同スクール修了後は化学品メーカーや医療福祉系の大学で勤務したが1990年代の終わり頃に自身の経営による健康食品とグロサリーの商社を創業。東日本大震災が起きる2011年の早春まで同社を経営した。
2011年3月に東日本大震災が発生した後は、その人生経験や思想史の知識を子や孫たちの世代に伝えて行きたいとの思いから、エッセイやコラムの執筆活動に本格的に力を入れるようになる。“川瀬見つばさ”の筆名を併用して主に紙媒体へ社会派エッセイを寄稿し2012年10月5日発行の「週刊金曜日」に掲載された『維新のいいとこ取りで自民に迫れ』では、縁故主義的な傾向の強い世襲政治家が権力を握ることの問題点について指摘した。
著述活動をしながらライフワークである日用雑貨品販売の会社でも働いていたが2025年春に定年退職し現在は社会派のエッセイから趣味の野球や昭和歌謡、ビートルズなど多岐にわたるテーマで執筆活動に専念している。鈴木の作品の特徴としては難しい社会問題について誰にでもわかりやすくその本質をつく点が挙げられる。

## 主な寄稿文
- 『維新のいいとこ取りで自民に迫れ』（2012年、「週刊金曜日914号」掲載）鈴木勝義名義
- 『タイガーマスクに愛を貰った子どもたち』（2013年、ニュースサイト「IRORIO」掲載）川瀬見つばさ名義[2]
- 『たかが百均、されど百均』 (2014年、「楽しい暮らし8月号」掲載)　鈴木かつよし名義
- 『昭和歌謡が平成女子の心に響くワケ』（2016年、コラムサイト「WomanNews」掲載）鈴木かつよし名義[3]
- 『これからの結婚のあり方のヒントがある？　明治時代以前の夫婦関係とは』（2018年、子育て応援コンテンツサイト「パピマミ」掲載）鈴木かつよし名義[4]
- 『短時間労働者の正社員化進めて』　（2025年7月16日、「朝日新聞朝刊」掲載）鈴木勝義名義